# Parlez-moi d'amour (film, 1935)
Pour les articles homonymes, voir Parlez-moi d'amour.
Pour plus de détails, voir Fiche technique et Distribution.
Parlez-moi d'amour  est un film français réalisé par René Guissart  et sorti en 1935. 

## Fiche technique
- Réalisateur : René Guissart
- Scénariste : Paul Schiller d'après une pièce de théâtre de Georges Berr et Louis Verneuil (1933)
- Dialogue : Louis Verneuil
- Directeur de production : Fred Bacos
- Décors : Henri Ménessier et René Renoux
- Photographie : Charlie Bauer et Enzo Riccioni
- Son : Bill Wilmarth
- Musique du film : Armand Bernard et Jean Lenoir
- Société(s) de production : Flores-Film
- Société(s) de distribution : Les Films Paramount
- Format :  Noir et blanc - 1,37:1 - 35 mm - Son mono
- Pays de production : France
- Genre : Comédie
- Durée : 90 minutes
- Date de sortie :	
  - France : 4 octobre 1935

Source: cinema.encyclopedie, encyclocine et IMDb

## Distribution
- Roger Tréville : Claude Valtier
- Germaine Aussey : Jeannine de Rocheterre
- Paule Andral : La duchesse de Rocheterre
- Julien Carette : Wolff
- Jean Debucourt : Raymond Valtier
- Suzanne Henri : Suzanne Burin
- Jane Loury : Mlle de Valjeneuse
- Élise Maillé : Toche
- Paul Pauley : Le duc de Rocheterre
- Léon Arvel : Lebrèche
- Micheline Bernard : Georgette
- Andrée Champeaux : La soubrette
- Paul Forget : Joseph